# Jacob Georg Bodemer

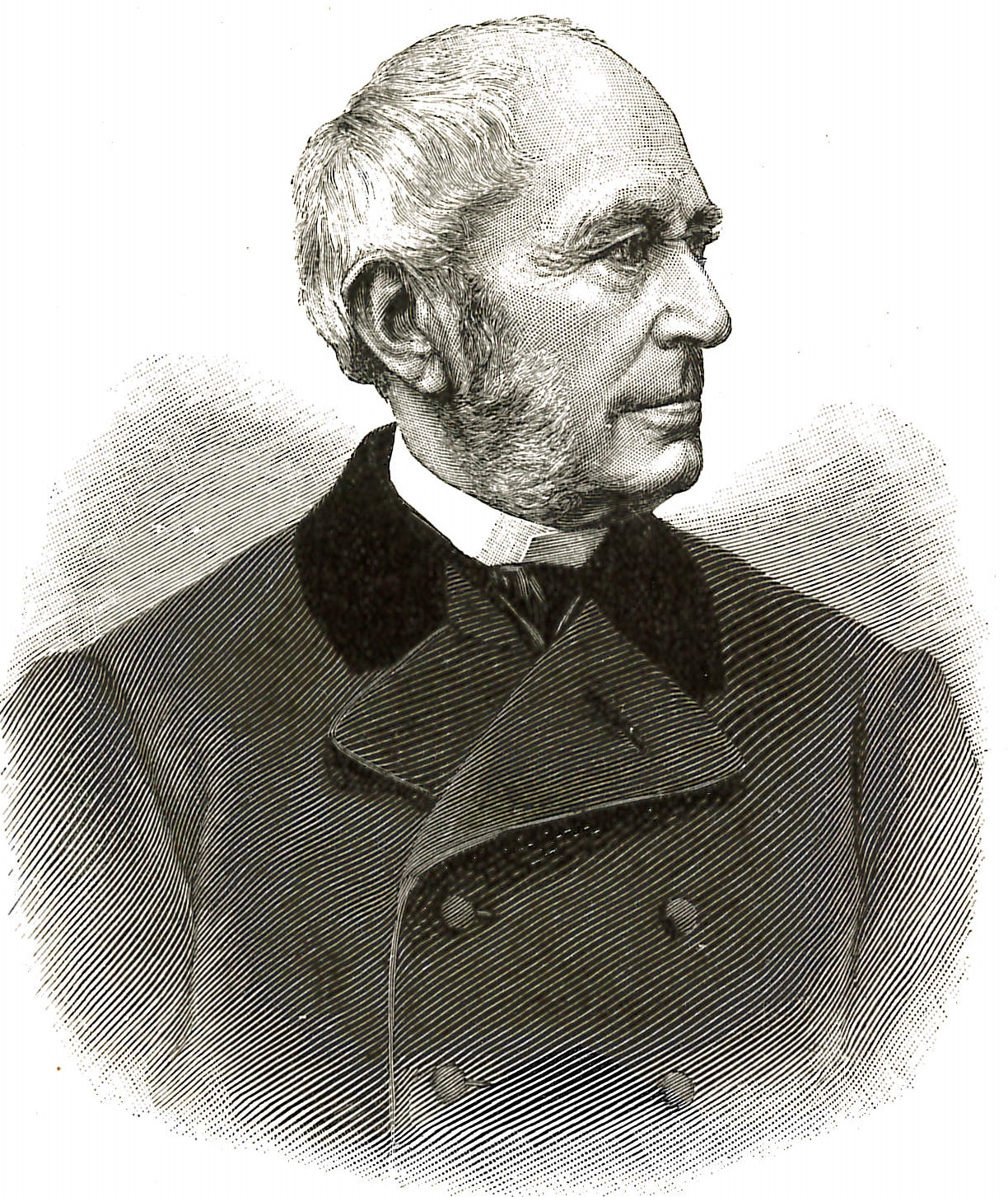
Jacob Georg Bodemer

Jacob Georg Bodemer (* 26. April 1807 in Leipzig; † 27. November 1888 in Pillnitz) war ein deutscher Unternehmer und Philanthrop.

## Leben
Seine Eltern waren Johann Jacob Bodemer, Kattundruckereibesitzer und Christiane, geb. Weigel (1776–1814). Ab 1820 ging Bodemer für zwei Jahre bei einem Apotheker in Erfurt in die Lehre und arbeitete in der Folgezeit in der Couleurküche (Färbereiabteilung) der väterlichen Kattunfabrik in Großenhain. Von 1825 bis 1829 studierte er am Polytechnikum in Wien Mathematik, Mechanik und Physik. Im Jahr 1829 gab er das Studium auf und arbeitete fortan auf eigenen Wunsch im Betrieb in Zschopau, welchen er ab 1830 auch leitete. Am 1. Januar 1836 wurde er alleiniger Besitzer des Zschopauer Werkes, welches fortan seinen Namen trug. Am 2. Juni 1835 heiratete er in Chemnitz Marie Auguste Charlotte Krause (1817–1854). Aus dieser Ehe gingen der Sohn Johann Georg (1842–1916) und die Tochter Eugenie Louise verh. Dürfeld (1840–1931) hervor.
Mit seinem Bruder unternahm er 1839 eine Studienreise nach England, dem damals industriell führenden Land. Bei dieser Reise wurde er mit dem Elend der Fabrikarbeiter konfrontiert. Zeugnis davon gibt ein Brief, den er nach Zschopau an seine Frau schickte. Später veröffentlichte sein Bruder Heinrich 1845 eine Schrift „Über Zustände der arbeitenden Klasse“, die dies thematisiert. Praktisch zeitgleich erschien von Friedrich Engels die fast gleich lautende Publikation „Die Lage der arbeitenden Klasse in England“. Ein direkter Zusammenhang konnte jedoch nicht nachgewiesen werden. 1868 übergab Bodemer die technische Leitung der Spinnerei an seinen Sohn Johann Georg, die kaufmännische Leitung übernahm sein Schwiegersohn Wilhelm Dürfeld. 1872 übertrug Bodemer den Besitz der Spinnerei an seinen Sohn und seinen Schwiegersohn. Seinen Ruhestand verbrachte Bodemer in Dresden und Pillnitz. Er heiratete dort in zweiter Ehe die 22 Jahre jüngere Witwe Therese Josephine Rumpff geb.Schmidt (1829–1917) und verstarb am 27. November 1888 in Pillnitz.

## Soziales Engagement
Im Jahr 1845 gründete Bodemer eine Fabrikschule mit einem eigens angestellten Lehrer. Erst 1878 wurde die Fabrikschule geschlossen, da die städtischen Schulen die Aufgaben übernehmen konnten. Im Jahr 1848 stiftete Bodemer Geräte für den in Zschopau gegründeten Turnverein. Nach dessen Auflösung 1852 bekam er einige der Geräte zurück und stellte sie seinen Arbeitern für Turnstunden zur Verfügung. Im Jahr 1850 richtete er eine Betriebskrankenkasse für die Arbeiter ein.
Im Jahr 1851 gründete er eine Fabriksparkasse, in die männliche Arbeiter 50 Pfennige und weibliche 20 Pfennige wöchentlich einzahlten. Die Fabrik legte jeweils die Hälfte dazu und verzinste die Summe mit 4 % p. A. Beim Ausscheiden des Arbeiters wurde ihm sein Betrag ausgezahlt. Als der Betrieb 1862 vorübergehend schließen musste, unterstützte Bodemer seine Belegschaft in der Zeit der Arbeitslosigkeit mit erheblichen Zahlungen. Im Jahr 1880 wurde nach testamentlicher Verfügung mit 10.000 Mark eine Arbeiterpensionskasse für die im Betrieb beschäftigten Arbeiter eingerichtet.
Im Jahr 1863 stellte er der Stadt Zschopau reiche Stiftungen zur Verfügung, welche zur Ausgestaltung der am 1. Januar 1863 eröffneten Stadtbibliothek dienten. Unter den Stiftungen befanden sich 714 Bücher aus den verschiedensten Bereichen, wie auch Sammelwerke und physikalische Instrumente, Bilder, Fotografien und anatomische Geräte. Im Jahr 1867 stiftete er der Stadt Chemnitz den Grundstein für ihre Stadtbibliothek. Nach verschiedenen Aufforderungen und weiteren Schenkungen seinerseits öffnete die wissenschaftliche Bibliothek am 2. Juli 1869. Bodemer gab als Grundstock 714 Bücher aus Theologie, Pädagogik, Literatur, Geschichte, Geographie und Naturwissenschaften dazu, zudem auch Kupferstiche und Lithographien. Im Jahr 1878 stiftete er 5.000 Mark, deren jährliche Zinsen für die Anschaffung von wissenschaftlichen Werken für die Stadtbibliothek Chemnitz bestimmt waren. Diese Summe erhöhte er noch im selben Jahr auf 10.000 Mark.
Bodemer spendete über 20 Jahre lang mehr als die Hälfte seines beträchtlichen Einkommens für wohltätige Zwecke. So gründete er in mehr als 200 Ortschaften Volks- und Stadtbibliotheken. Zudem spendete er rund 200 Dörfern und Städten für ihre Schulen Bücher und Lehrmittel. Er förderte auch die Bildung von Wohltätigkeits- und Gewerbevereinen, Lehrerseminaren, Universitäten und Unteroffiziersschulen. Die Chemnitzer Kunsthütte stattete er mit zahlreichen Gemälden und Fotografien aus, so dass ihm eine spezielle Ausstellung in einem eigenen Raum zugesprochen wurde.

## Ehrungen und Auszeichnungen
Er war Ehrenbürger der Städte Zschopau, Chemnitz, Marienberg, Brand, Schlettau, Scheibenberg und Thum. In Pillnitz sind eine Haltestelle und eine Straße nach ihm benannt. Die Bibliothek der Stadt Zschopau ist nach ihm, dem Stifter benannt.